# Krabi krabong
A krabi krabong (thai írással กระบี่กระบอง, IPA: [krabìː krabɔ̄ːŋ]) egy fegyverhasználatra specializálódott thaiföldi harcművészeti stílus. Nevének szó szerinti jelentése „kard és bot”.

## Eredete, történelme

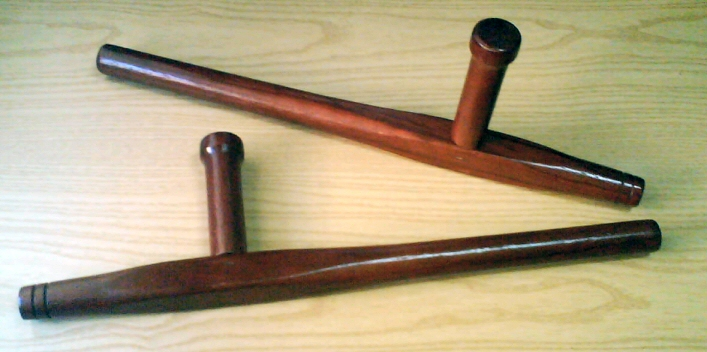
A mai sok sanhoz nagyon hasonló okinavai tonfa.

A krabi krabong pontos eredete nem ismert, de valószínűsíthető, hogy sino-indiai gyökerekkel rendelkezik. Több száz éves hagyományokkal bír, a 17. században egy japán harcművész módosította. Királyi elismerést is kapott Thaiföldön, IV. Ráma király fiai is gyakorolták, V. Ráma pedig maga is kiváló ismerője volt a krabi krabongnak.
1936-ban Testnevelési Főiskola tantervébe is bekerült.

## Fegyverek
A krabi krabong fő fegyverei a kard (กระบี่ krabi), a bot (กระบอง krabong), a karokra erősíthető rövid bot (ไม้ศอกสั้น mai sok san), illetőleg használnak még pajzsot is.